# Joseph Joanovici
Cet article possède un paronyme, voir Jovanović.
Joseph Joanovici, également orthographié Joinovici, né le 20 février 1905 à Kichinev, (actuelle Moldavie) et mort le 7 février 1965 à Clichy (France), est un ferrailleur russe. C'est un collaborateur des nazis qui a fait fortune en France sous l'occupation en devenant le plus gros fournisseur de métaux de la Wehrmacht. Il est avec Robert Soblen et Meyer Lansky l’un des trois seuls Juifs à qui Israël refusa d’appliquer la loi du retour. 

## Biographie
Joseph Joanovici naît en Bessarabie, à Kichinev dans l'Empire russe, (désormais Chișinău en Moldavie), officiellement le 20 février 1905 (mais il est possible qu’il ait menti sur son âge), dans une famille juive. Ses parents sont tués peu après dans l'un des deux pogroms de sa ville natale (1903 et 1905, mais il se peut aussi que ses assertions soient fausses), il arrive en France en 1925 et devient chiffonnier-ferrailleur. Bien qu’illettré, Joanovici devient Monsieur Joseph, un ferrailleur réputé à Clichy en banlieue parisienne.
Lorsque la Seconde Guerre mondiale éclate, il livre des métaux au bureau d'achat de l'Abwehr, à l’hôtel Lutétia. Il fait ainsi fortune pendant les quatre ans de l'Occupation, argent qui lui sert à entretenir de nombreuses hautes relations de tous bords. Il fournit l'Allemagne en métal, soudoie les nazis, finance la Résistance et transmet peut-être aussi des informations au renseignement soviétique.
À partir de 1942, Joanovici se place sous la protection d’Henri Lafont, qui déclare après son arrestation : « Je l'ai ressorti plusieurs fois des mains des Allemands comme de celles des Français. Tout le monde savait qu'il était protégé par moi. » La DST affirme avoir en sa possession une fiche allemande l'immatriculant comme agent de la Gestapo. Il est quelquefois qualifié d'«aryen d'honneur».
Joanovici joue aussi très tôt la carte de la Résistance. Dès juillet 1941 son nom apparaît dans des dossiers de policiers résistants relevant du réseau Turma-Vengeance. Quand tombe un pan de la structure (l'inspecteur Albert Dhalenne de Clichy et le brigadier Émile Gaget sont fusillés au Mont Valérien en janvier et février 1942), il apparaît que Joanovici finançait leur sous-réseau d'exfiltration de déserteurs et de prisonniers évadés vers l'Angleterre via son neveu Ivrail ou Avraili, qui dirigeait la succursale de son entreprise à La Rochelle. Il employait aussi Gaget sur son site de Saint-Ouen, après sa révocation de la Police pour abandon de poste. Avraili fut alors condamné à cinq ans de prison par un tribunal allemand. Vers la Libération, Joanovici finance certains réseaux de la Résistance, comme le mouvement « Honneur de la police », ainsi que des groupements communistes. En juin 1944, il fait libérer Françoise Giroud de Fresnes. Il dénonce de plus les membres de la Gestapo française qu’il connaît, permettant l’arrestation de Pierre Bonny et d’Henri Lafont le 31 août 1944 dans une ferme de Bazoches-sur-le-Betz (Loiret). Apprenant qui l’a dénoncé, Lafont aurait eu ce mot : « Pour une fois que Joano donne quelque chose ! »
Il est plusieurs fois arrêté et interrogé sur ses affaires avec les nazis ; il est toujours relâché. Roger Wybot, alors directeur de la DST, affirme qu’il est protégé par la préfecture de police. Le 5 mars 1947, alors que la DST tente de l’interpeller à la préfecture de police même, des complicités internes l’aident à échapper aux enquêteurs et à partir à l’étranger. Il s’ensuit une purge, qui touche jusqu'au préfet Charles Luizet, alors qu’il était remplacé pour cause de maladie.
Joseph Joanovici revient en France se livrer à la police: il prépare un faux rendez-vous à Phalsbourg pour le 26 novembre 1947, mais se rend directement à la Préfecture de police, pour éviter d’être arrêté par la DST. Il est incarcéré le 28 novembre à la prison de la Santé.
Accusé de collaboration économique, son procès, du 5 au 21 juillet 1949, est mené sans zèle excessif et avec des annonces contradictoires (s’il a collaboré, il a aussi armé la Résistance). Il aurait dit : « Je n’étais pas vendu aux Allemands puisque c’est moi qui les payais ! » ou encore : « Que voulez-vous faire contre les Allemands ? Moi, j'ai fait fortune ». Joanovici écope de cinq ans de prison, mais est libéré en 1952. La France tente de l’expulser du territoire, puisqu’il s’est présenté comme Soviétique, puis comme Roumain, mais aucun pays n’accepte de le recevoir. Assigné à résidence à Mende, il tente de reconstruire ses affaires mais, poursuivi par le fisc, il se lance en octobre 1957 dans une cavale qui le conduit à Haïfa via Genève et Casablanca. À cause de son passé de collaborateur des nazis, il est expulsé d’Israël (il est avec Robert Soblen et Meyer Lansky l’un des trois seuls Juifs à qui Israël refusa d’appliquer la loi du retour, en vertu de laquelle la citoyenneté israélienne est accordée à tout Juif qui s’installe sur son sol).
Il est incarcéré en 1958 à la prison des Baumettes. Affaibli par une longue grève de la faim, miné par l'artériosclérose, il est libéré en mai 1962 « par humanité » pour raison de santé et ne quitte plus son modeste deux-pièces de l'avenue Anatole-France à Clichy où le soigne son ancienne secrétaire et maîtresse Lucie Schmidt, surnommée Lucie-Fer. Ruiné, il meurt dans le dénuement le 7 février 1965.
Il est inhumé le 9 février 1965 au cimetière parisien de Bagneux dans la 115ème division.   

## Bandes dessinées
- Selon l'avertissement même de ses propres auteurs "Inspirée de faits réels et mélangeant les incidents authentiques, les suppositions et l'invention pure", la fiction: Il était une fois en France, par Fabien Nury et Sylvain Vallée
  - tome 1 : L'Empire de Monsieur Joseph, Glénat 2007.
  - tome 2 : Le Vol noir des corbeaux, Glénat 2008.
  - tome 3 : Honneur et Police, Glénat 2009.
  - tome 4 : Aux armes, citoyens !, Glénat 2010.
  - tome 5 : Le Petit Juge de Melun, Glénat 2011.
  - tome 6 : La Terre Promise, Glénat 2012.

## Filmographie
- 2004 : 93, rue Lauriston téléfilm réalisé par Denys Granier-Deferre, avec Hervé Briaux dans le rôle de Joseph Joanovici.
- 2001 : L'Étrange Monsieur Joseph, téléfilm réalisé par Josée Dayan sur un scénario d'Éric-Emmanuel Schmitt d'après le livre d'Alphonse Boudard, avec Roger Hanin dans le rôle de Joseph Joanovici. Cette adaptation fut critiquée pour sa représentation jugée excessivement bienveillante du personnage de Joseph Joanovici[10],[11],[12].
- 1996 : Un héros très discret, film réalisé par Jacques Audiard, d’après le roman de Jean-François Deniau. Le personnage de Monsieur Jo, joué par François Berléand, est inspiré de Joseph Joanovici (origines juive et étrangère, double jeu collaboration/résistance, personnage controversé à la Libération...)[13].